# Gwiazda Kapteyna
Gwiazda Kapteyna – gwiazda z gwiazdozbioru Malarza, jedna z najbliższych gwiazd, oddalona od Układu Słonecznego o około 12,8 lat świetlnych. Jest to podkarzeł typu widmowego M1, najbliższa gwiazda tego rodzaju.

## Nazwa i orbita
Nazwa pochodzi od holenderskiego astronoma Jacobusa Corneliusa Kapteyna, który w 1897 roku odkrył jej wyjątkowo duży ruch własny na tle gwiazd. Spośród wszystkich gwiazd tylko Gwiazda Barnarda ma większy od niej ruch własny. Gwiazda Kapteyna, jako jedna z niewielu gwiazd w sąsiedztwie Słońca, porusza się ruchem wstecznym po orbicie wokół centrum Galaktyki. Prawdopodobnie jest najbliższym Ziemi obiektem pochodzącym z galaktycznego halo. Prawdopodobnie wywodzi się z karłowatej galaktyki satelickiej rozerwanej przez Drogę Mleczną, której największą pozostałością jest gromada Omega Centauri.

## Charakterystyka
Jest ona bardzo mała, jej promień wynosi ok. 0,3 promienia Słońca, masa stanowi zaledwie 0,274 masy Słońca, jasność zaś 0,01 jasności Słońca. Temperatura powierzchni szacowana jest na ok. 3800 K. Gwiazda Kapteyna jest starą gwiazdą, liczy około 11,5 miliarda lat.

## Układ planetarny
W 2014 roku metodą dopplerowską wykryto okresowe wahania prędkości radialnej gwiazdy, wskazujące na istnienie planet krążących wokół niej. Planety mają masy co najmniej kilkukrotnie większe od Ziemi (najprawdopodobniej są to tzw. superziemie). Ekosfera gwiazdy rozciąga się od 0,13 do 0,24 au i planeta Kapteyn b krąży wewnątrz niej; powierzchnia planety c jest najprawdopodobniej za chłodna, aby woda mogła na niej istnieć w stanie ciekłym.
Analizy z 2015 roku wskazywały, że sygnał przypisywany planecie b jest współmierny z obrotem gwiazdy i może być przejawem jej aktywności, co przeczyłoby istnieniu planety. Jednak późniejsza analiza zrewidowała okres obrotu gwiazdy z 143 na ok. 85 dni, co usunęło współmierność i argument za nieistnieniem planety.